# Sierra de la Tesla
La sierra de la Tesla es una cordillera de montañas de altitud media en la meseta Central de España, constituye una de las últimas elevaciones de la cordillera Cantábrica. Cierra por el norte  el Espacio Natural denominado Sierra de la Tesla-Valdivielso.
Sus cerca de 25 kilómetros de largo se alzan por encima de los 200 m s. n. m. a modo de muralla natural que cierra por el sur la extensa llanura donde se encuentran las poblaciones de Villarcayo y Medina de Pomar. Algunos de sus picos más importantes son, de este a oeste: el pico peña Corba (1332), Coronilla (1162), Cárcabos (1136), La Muñeca (1170) y el pico San Mamés (1269). 

Extremo occidental de la sierra de la Tesla vista desde la sierra de Tudanca.

Limitada a poniente por la sierra de Tudanca, que finaliza en el desfiladero de Los Hocinos donde transcurren encajonados la carretera nacional N-232 y el río Ebro, pasando a Valdelugaña. A levante acaba en la sierra de la Llana, en el desfiladero de La Horadada, donde vuelve a aparecer el río Ebro, una vez atravesado Valdivielso y la carretera nacional N-629 hacia Trespaderne.
La sierra separa las cuencas del río Nela, en Las Merindades, y del Ebro, en el Valle de Valdivielso.